# Marcus Jacometti
Marcus Jacometti es un actor australiano, más conocido por interpretar a Diesel en la serie Home and Away.

## Biografía
En el 2003 tomó un curso corto en actuación en la prestigiosa escuela de teatro National Institute of Dramatic Art NIDA.

## Carrera
En el 2005 apareció como invitado en la serie Blue Water High, en donde interpretó a Ed. 
En el 2010 apareció como personaje recurrente en la exitosa serie australiana Home and Away, interpretando al instructor de manejo Alexander. Anteriormente Marcus había aparecido en la serie interpretando al estudiante Diesel Williams del 2005 al 2009.

## Filmografía
Series de televisión
| Año         | Título          | Personaje             | Notas                       |
| ----------- | --------------- | --------------------- | --------------------------- |
| 2010        | Home and Away   | Alexander "Alex" Pitt | 6 episodios                 |
| 2009        | All Saints      | Lee Pyke              | episodio "In Trust"         |
| 2005 - 2006 | Home and Away   | Diesel Williams       | 21 episodios                |
| 2005        | Blue Water High | Ed                    | episodio "Suspicious Minds" |

Películas
| Año  | Título        | Personaje | Notas |
| ---- | ------------- | --------- | ----- |
| 2007 | Agnostic Salt | Beau Boyd | -     |
| 2006 | Goldfish      | Goldfish  | -     |
| 2005 | Gum           | Marc      | -     |
| 2005 | Nice Guys     | Jesse     | -     |

Teatro
| Año  | Obra                   | Personaje    | Director (a)  | Teatro                |
| ---- | ---------------------- | ------------ | ------------- | --------------------- |
| 2004 | Much Ado About Nothing | Claudio      | Maggie Gillam | Rosny College Theatre |
| 2004 | Company - Musical      | Harry        | Keith Bates   | Rosny College Theatre |
| 2004 | The Crucible           | John Proctor | Maggie Gillam | Rosny College Theatre |
| 2003 | A Christmas Carol      | Varios       | Robert Jarman | Theatre Royal         |
| 2002 | A Murder is Announced  | Inspector    | -             | -                     |